# 海勒姆 (密蘇里州)
海勒姆（英語：Hiram）是位於美國密蘇里州韋恩縣的非建制地區。

## 歷史
海勒姆的郵局於1900年設立，其後於1994年停運。

## 地理
海勒姆所處的海拔為高於海平面154米（即505英呎），而該地所採用的時區為UTC-6，即北美中部時區（CST）。同時該地設有夏令時間，為UTC-6調快一小時，即UTC-5（CDT）。